# Vongnes
Vongnes (prononcez von-gne [vɔ̃ɲ]) est une commune française, située dans la région historique du Bugey, au cœur du département de l'Ain et de la région Auvergne-Rhône-Alpes.

## Géographie

### Climat
Pour des articles plus généraux, voir Climat d'Auvergne-Rhône-Alpes et Climat de l'Ain.
En 2010, le climat de la commune est de type climat des marges montargnardes, selon une étude du CNRS s'appuyant sur une série de données couvrant la période 1971-2000. En 2020, Météo-France publie une typologie des climats de la France métropolitaine dans laquelle la commune est exposée à un climat de montagne ou de marges de montagne et est dans la région climatique Alpes du nord, caractérisée par une pluviométrie annuelle de 1 200 à 1 500 mm, irrégulièrement répartie en été.
Pour la période 1971-2000, la température annuelle moyenne est de 11,1 °C, avec une amplitude thermique annuelle de 18,3 °C. Le cumul annuel moyen de précipitations est de 1 184 mm, avec 10,4 jours de précipitations en janvier et 7,6 jours en juillet. Pour la période 1991-2020, la température moyenne annuelle observée sur la station météorologique de Météo-France la plus proche, « Belley Man », sur la commune de Belley à 7 km à vol d'oiseau, est de 12,1 °C et le cumul annuel moyen de précipitations est de 1 099,8 mm,. Pour l'avenir, les paramètres climatiques de la commune estimés pour 2050 selon différents scénarios d'émission de gaz à effet de serre sont consultables sur un site dédié publié par Météo-France en novembre 2022.

## Urbanisme

### Typologie
Au 1er janvier 2024, Vongnes est catégorisée commune rurale à habitat dispersé, selon la nouvelle grille communale de densité à 7 niveaux définie par l'Insee en 2022.
Elle est située hors unité urbaine. Par ailleurs la commune fait partie de l'aire d'attraction de Belley, dont elle est une commune de la couronne,. Cette aire, qui regroupe 31 communes, est catégorisée dans les aires de moins de 50 000 habitants,.

### Occupation des sols
L'occupation des sols de la commune, telle qu'elle ressort de la base de données européenne d’occupation biophysique des sols Corine Land Cover (CLC), est marquée par l'importance des forêts et milieux semi-naturels (54,9 % en 2018), une proportion identique à celle de 1990 (54,9 %). La répartition détaillée en 2018 est la suivante : 
forêts (54,9 %), zones agricoles hétérogènes (45,1 %).
L'évolution de l’occupation des sols de la commune et de ses infrastructures peut être observée sur les différentes représentations cartographiques du territoire : la carte de Cassini (XVIIIe siècle), la carte d'état-major (1820-1866) et les cartes ou photos aériennes de l'IGN pour la période actuelle (1950 à aujourd'hui).

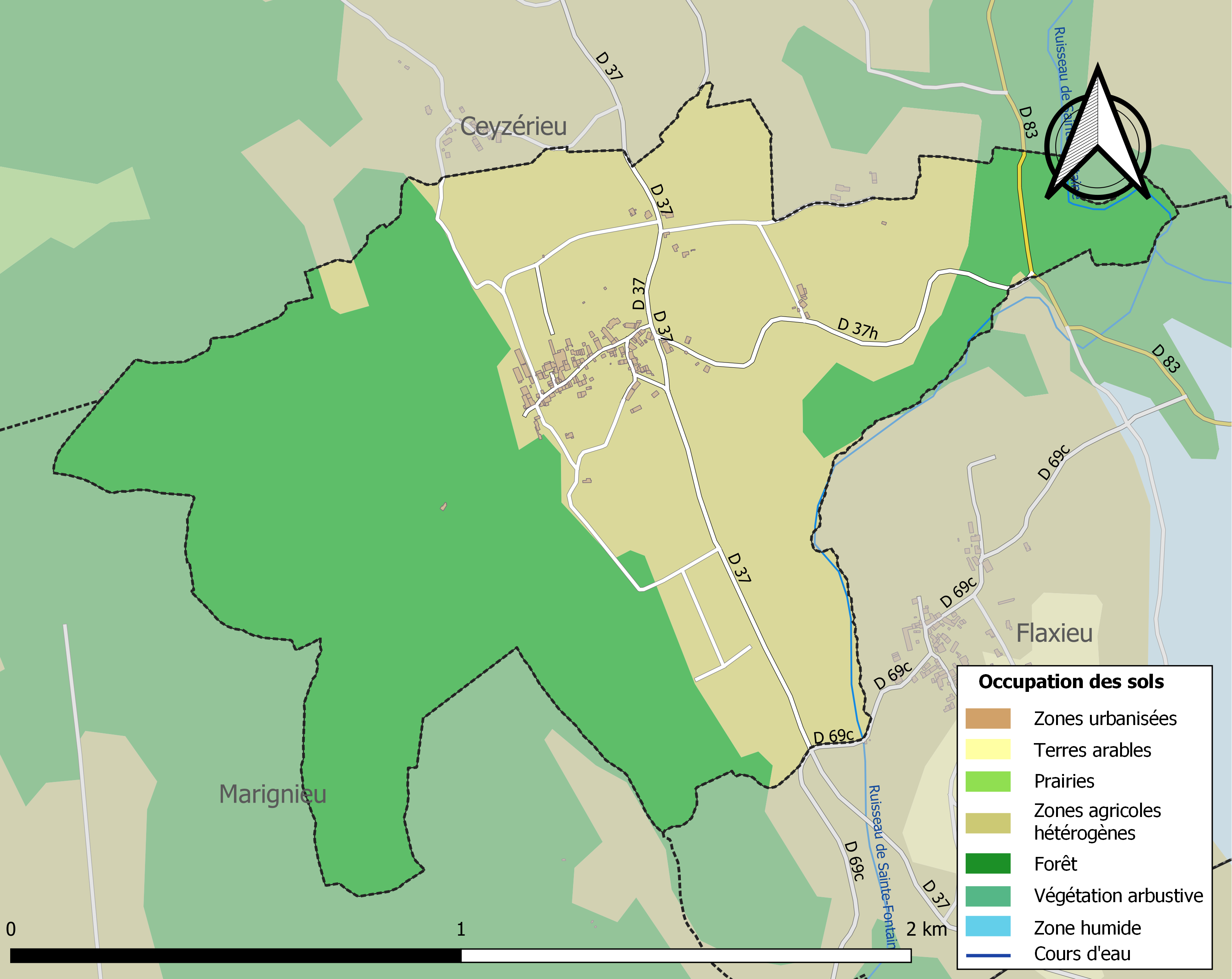
Carte des infrastructures et de l'occupation des sols de la commune en 2018 (CLC).

## Politique et administration

### Découpage territorial
La commune de Vongnes est membre de la communauté de communes Bugey Sud, un établissement public de coopération intercommunale (EPCI) à fiscalité propre créé le 1er janvier 2014 dont le siège est à Belley. Ce dernier est par ailleurs membre d'autres groupements intercommunaux. La commune fait elle-même partie du syndicat mixte du bassin versant du Séran.
Sur le plan administratif, elle est rattachée à l'arrondissement de Belley, au département de l'Ain et à la région Auvergne-Rhône-Alpes. Sur le plan électoral, elle dépend du  canton de Belley pour l'élection des conseillers départementaux, depuis le redécoupage cantonal de 2014 entré en vigueur en 2015, et de la cinquième circonscription de l'Ain  pour les élections législatives, depuis le dernier découpage électoral de 2010.

### Administration municipale

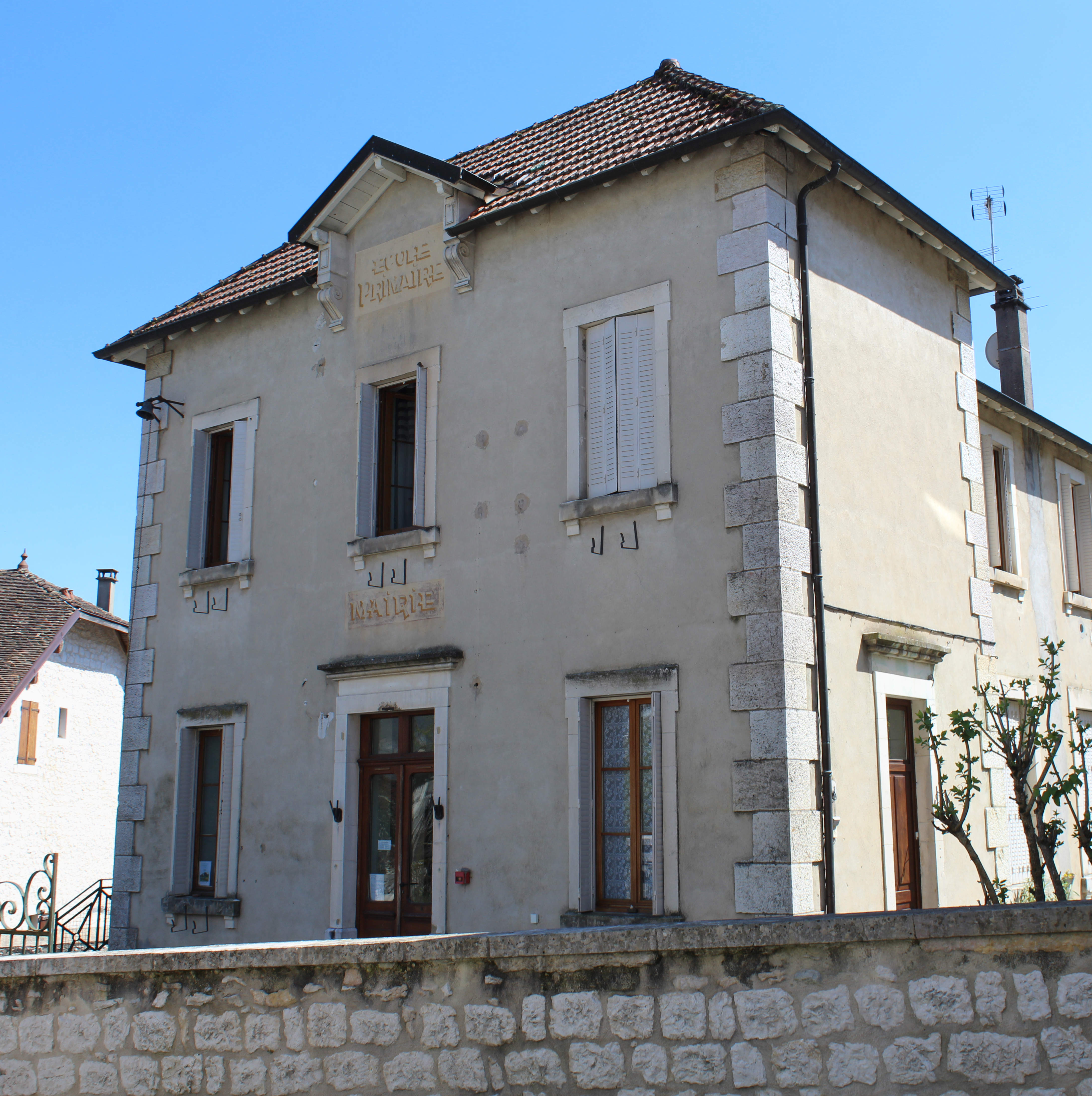
Mairie.

Le nombre d'habitants de la commune étant inférieur à 100, le nombre de membres du conseil municipal est de 7.
| Période | Période  | Identité        | Étiquette | Qualité                          |
| ------- | -------- | --------------- | --------- | -------------------------------- |
| 1977    | 1995     | Henri Guillon   |           |                                  |
| 1995    | En cours | Pascale Guillon | DVG       | Conseillère générale (2011-2015) |

## Démographie
L'évolution du nombre d'habitants est connue à travers les recensements de la population effectués dans la commune depuis 1793. Pour les communes de moins de 10 000 habitants, une enquête de recensement portant sur toute la population est réalisée tous les cinq ans, les populations de référence des années intermédiaires étant quant à elles estimées par interpolation ou extrapolation. Pour la commune, le premier recensement exhaustif entrant dans le cadre du nouveau dispositif a été réalisé en 2004.
En 2022, la commune comptait 71 habitants, en évolution de +1,43 % par rapport à 2016 (Ain : +5,15 %, France hors Mayotte : +2,11 %).
| 1793 | 1800 | 1806 | 1821 | 1831 | 1836 | 1841 | 1846 | 1851 |
| ---- | ---- | ---- | ---- | ---- | ---- | ---- | ---- | ---- |
| 155  | 137  | 147  | 146  | 195  | 187  | 184  | 170  | 171  |

| 1856 | 1861 | 1866 | 1872 | 1876 | 1881 | 1886 | 1891 | 1896 |
| ---- | ---- | ---- | ---- | ---- | ---- | ---- | ---- | ---- |
| 167  | 160  | 165  | 157  | 160  | 170  | 164  | 154  | 150  |

| 1901 | 1906 | 1911 | 1921 | 1926 | 1931 | 1936 | 1946 | 1954 |
| ---- | ---- | ---- | ---- | ---- | ---- | ---- | ---- | ---- |
| 142  | 128  | 127  | 124  | 126  | 129  | 124  | 114  | 91   |

| 1962 | 1968 | 1975 | 1982 | 1990 | 1999 | 2004 | 2006 | 2009 |
| ---- | ---- | ---- | ---- | ---- | ---- | ---- | ---- | ---- |
| 91   | 77   | 74   | 86   | 92   | 89   | 70   | 62   | 73   |

| 2014 | 2019 | 2022 | - | - | - | - | - | - |
| ---- | ---- | ---- | - | - | - | - | - | - |
| 71   | 71   | 71   | - | - | - | - | - | - |

## Économie
L'économie du village se base sur la viticulture.

## Culture et patrimoine

### Lieux et monuments

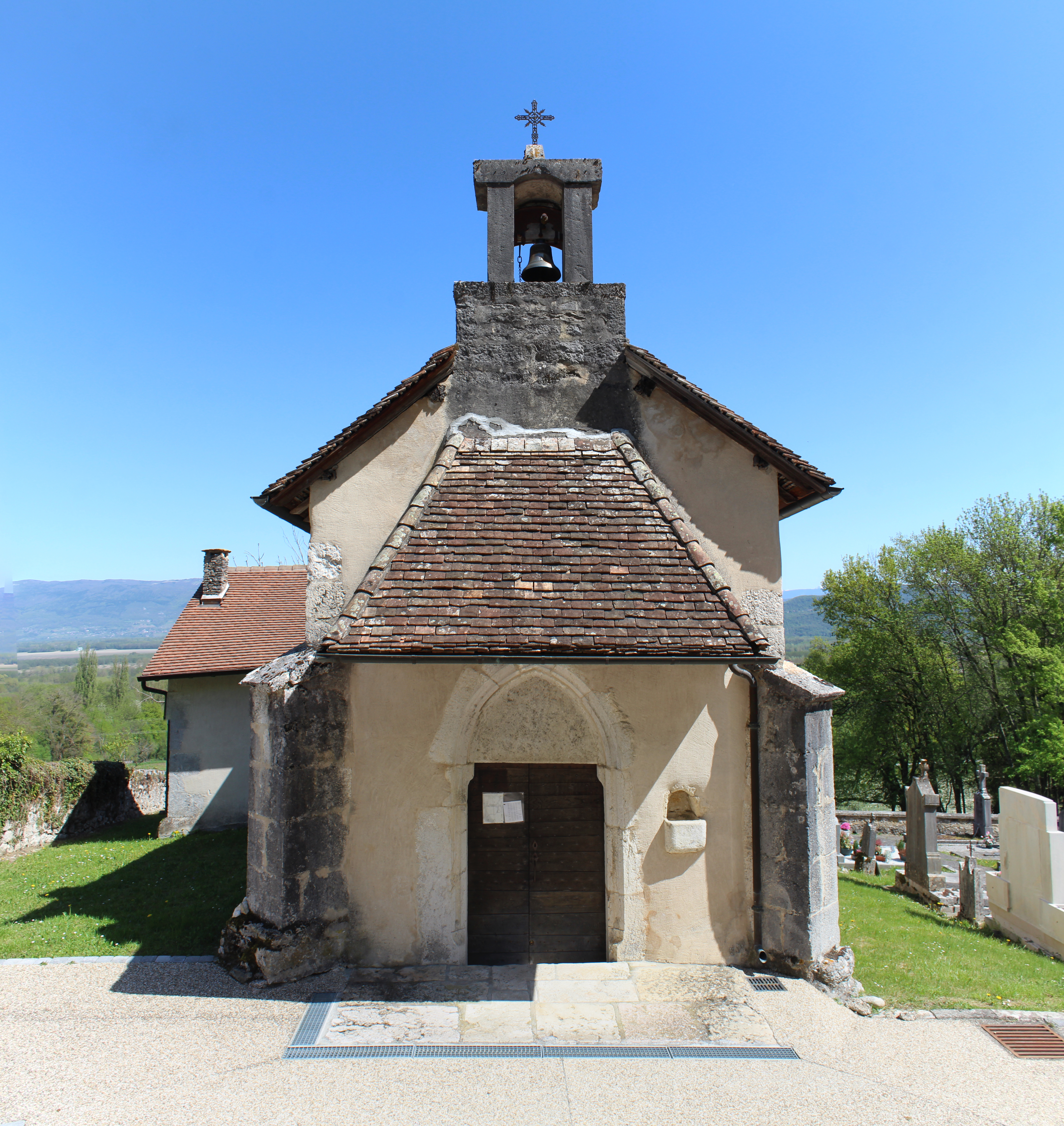
Église Saint-Oyen.

- Église Saint-Oyen de Vongnes du XIe siècle, située à courte distance du village dans un lieu solitaire, elle domine terres et vignes qui descendent en un large éventail entre le château de Bossieu et le village de Flaxieu. Au chœur d’époque romane ont été ajoutées au XVIe siècle la nef et une chapelle de style gothique. Les peintures murales datant des XVIIe et XVIIIe siècles viennent d’être restaurées[Quand ?].
- Manoir du XVe siècle[19].

### Patrimoine culturel
- Le musée des traditions vigneronnes : une des plus grandes collections d'outils anciens (plus de 1 300 ans) et d'objets viti-vinicoles. Tout au long de quatre salles, ce musée fait revivre des arts millénaires : culture de la vigne, vinifications, tonnellerie, distillation, et dégustation.
- Le musée des outils des métiers de la pierre (carriers, tailleurs de pierre, maçons, sculpteurs).

### Espaces verts et fleurissement

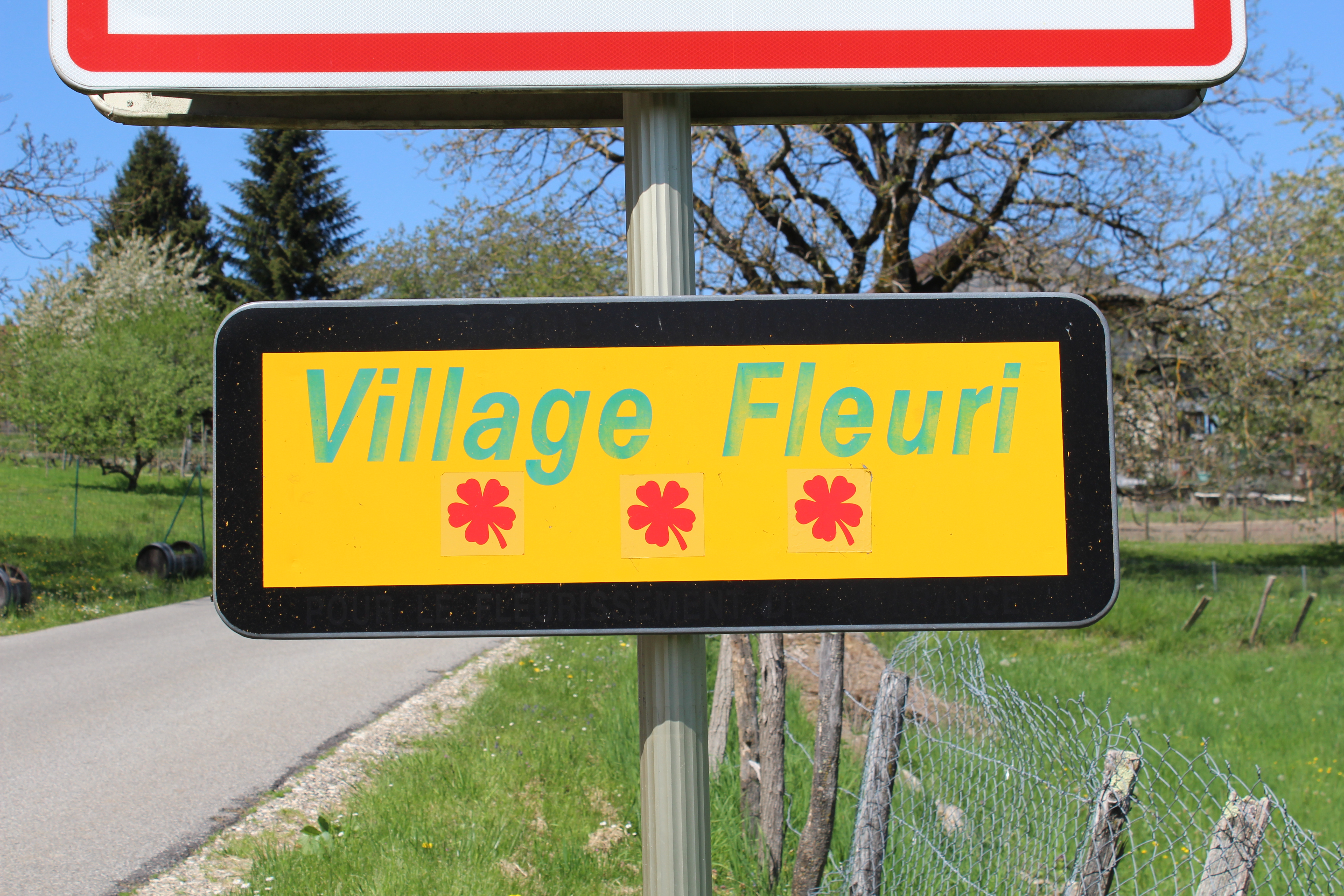
Trois fleurs à Vongnes.

Vongnes a obtenu en 1995 le trophée du département et possède trois fleurs au concours des villes et villages fleuris.
En 2014, la commune de Vongnes bénéficie du label « ville fleurie » avec « 3 fleurs » attribuées par le Conseil national des villes et villages fleuris de France au concours des villes et villages fleuris.